# Woropniszki
Woropniszki (lit. Varapniškės) – kolonia na Litwie, w okręgu wileńskim, w rejonie wileńskim, w gminie Bujwidze.
Dawniej używana nazwa: Weropniszki.

## Historia
W XIX i w początkach XX w. wieś i folwark położone w Rosji, w guberni wileńskiej, w powiecie wileńskim, w gminie Bystrzyca. Po I wojnie światowej pod administracją polską, w Zarządzie Cywilnym Ziem Wschodnich. W latach 1920–1922 w składzie Litwy Środkowej.
Od 11 kwietnia 1922 zaścianek i folwark leżące w Polsce, w województwie wileńskim, w powiecie wileńsko-trockim,  do 1 kwietnia 1927 w gminie Bystrzyca, następnie w gminie Niemenczyn. W 1931 miejscowość liczyła:
- folwark – 18 mieszkańców, zamieszkałych w 1 budynku,
- zaścianek – 10 mieszkańców, zamieszkałych w 1 budynku[1].

Po II wojnie światowej w granicach Związku Sowieckiego. Od 1991 na niepodległej Litwie.